# CTDI
Der CTDI ist eine Messgröße in der Dosimetrie und Grundlage für die Berechnung der Strahlenbelastung während einer Röntgenaufnahme mit Hilfe eines Computertomographen. Die Abkürzung steht für "Computed Tomography Dose Index".
Im Gegensatz zu anderen Verfahren der diagnostischen Radiologie wird der Patient während einer computertomographischen Untersuchung von allen Seiten angestrahlt. Der Röntgenstrahl ist außerdem nicht breit aufgefächert, sondern zu einem in Richtung der Rotationsachse der Röntgenröhre sehr schmalen Schlitz hin kollimiert. Auch außerhalb der eigentlichen Schicht finden sich durch Streustrahlung nicht unerhebliche Dosisanteile. 
Der CTDI entspricht der Energiedosis, die in einem angenommenen, rechteckigen Profil der vom Hersteller angegebenen Schichtdicke des CTs absorbiert worden wäre. Außerhalb der Schicht liegende Dosisanteile werden dabei zur Schichtdosis addiert.
Führt man eine Computertomographie durch, bei der mehrere Schichten aneinandergereiht werden, kommt es durch den Beitrag der Streustrahlung zu einer höheren Dosis als bei der Untersuchung mit Einzelschichten. Um diese Dosis, die sich aus einer Mehrschichtuntersuchung ergibt, zu berechnen, wurde der "Multiple Slice Average Dose" vorgeschlagen:

{\displaystyle MSAD={\frac {1}{nT}}\int _{-\infty }^{\infty }{D(z){\text{d}}z}}
Mit:
T = Schichtdicke
n = Zahl der Schichten
D = gemessene Dosis
Die z-Achse steht senkrecht zur Bildebene und verläuft in Richtung der Patientenlängsachse.

Theoretisch müsste die Streustrahlung unendlich in positiver und negativer Richtung der z-Achse berücksichtigt werden. Da dies in der Praxis nicht möglich ist, wurde der {\displaystyle CTDI_{FDA}} von der FDA 1981 eingeführt, der das Integral der Strahlendosis in den benachbarten 14 Schichten zur Messebene bildet:
{\displaystyle CTDI_{FDA}={\frac {1}{nT}}\int _{-7T}^{7T}{D(z){\text{d}}z}}

Der CTDI wird mit Hilfe von Wasserphantomen bestimmt, die die Verhältnisse innerhalb des menschlichen Körpers möglichst ideal simulieren. Wenn der CTDI ohne Verwendung eines Phantoms in Luft ermittelt wird, spricht man vom CTDILuft. Die Maßeinheit des CTDI ist das mGy (Milli-Gray). Durch Multiplikation des CTDI mit der Länge des Untersuchungsvolumens erhält man das Dosis-Längen-Produkt (DLP); es quantifiziert die gesamte Strahlenexposition des Patienten während einer CT-Untersuchung. 

## CTDI beim Spiral-CT
Bei den meisten CT-Untersuchungen erfolgt simultan zur Rotation der Röhre auch eine Translationsbewegung des Patiententisches.
Das Verhältnis zwischen der zurückgelegten Strecke d360° für eine volle Röhren-Rotation zur Strahlkollimation C wird als Pitchfaktor bezeichnet und muss bei der Berechnung des CTDI berücksichtigt werden.
Es gilt: 
{\displaystyle P={\frac {d_{360^{\circ }}}{C}}}
Die Strahlkollimation C ist die Gesamtdicke aller gleichzeitig aufgenommenen Schichten.
Damit berechnet sich der sog. CTDIvol zu:
{\displaystyle CTDI_{vol}={\frac {CTDI_{w}}{P}}}